# Lhota, Praha-východ
Lhota là một làng thuộc huyện Praha-východ, vùng Středočeský, Cộng hòa Séc.